# ان لکی
ان لکی (انگلیسی: Ann Leckie؛ زادهٔ ۲ مارس ۱۹۶۶) یک نویسنده اهل ایالات متحده آمریکا است. وی در رشته موسیقی در دانشگاه واشینگتن در سن‌لوئیس تحصیل کرده‌است. او به همراه همسر و یک فرزند دختر و یک پسر در
سنت لوئیس زندگی می‌کند. اولین رمانش به نام عدل الحاقی در سال ۲۰۱۳ با استقبال روبرو شد و در سال ۲۰۱۴ برنده جوایزی همچون جایزه نبولا، جایزه هوگو، جایزه نبولا، جایزه آرتور سی. کلارک و جایزه لوکس شده‌است.